# 上伍乡
上伍乡，是中华人民共和国河北省沧州市青县下辖的一个乡镇级行政单位。

## 行政区划
上伍乡下辖以下地区：
上伍村、下伍村、清和庄村、小安头村、大王庄村、小许庄村、小苏庄村、冯官屯村、周官屯村、林缺屯村、李窑村、小杜庄村、坑头村、欧辛庄村和周龙庄村。